# 111É busz (Budapest)
A budapesti 111É jelzésű éjszakai autóbusz a Bécsi út és a Margit híd, budai hídfő között közlekedett. A vonalat a Budapesti Közlekedési Rt. üzemeltette.

## Története
1981. január 20-án új éjszakai járat indult 111-es jelzéssel a Margit híd, budai hídfő és a Bécsi út között a megszűnő éjszakai 11-es villamos helyett. Később a 111É jelzést kapta. 1994. január 30-án megszűnt, a Flórián tér és a Margit híd között többletmegállással a 42É busz, a Bécsi út és a Flórián tér között az új 1É busz pótolta.

## Útvonala
| Margit híd, budai hídfő felé | Bécsi út felé |
| --- | --- |
| Bécsi út vá. – Vörösvári út – Flórián tér – Korvin Ottó utca – Lajos utca – Zsigmond tér – Árpád fejedelem útja – Üstökös utca – Frankel Leó út – Vidra utca – Margit híd, budai hídfő vá. | Margit híd, budai hídfő vá. – Árpád fejedelem útja – Zsigmond tér – Lajos utca – Korvin Ottó utca – Flórián tér – Vörösvári út – Bécsi út vá. |

## Megállóhelyei
| 0  | Bécsi út végállomás                 | 10 |         |
| 1  | Rendelőintézet                      | 9  |         |
| 2  | Szőlő utca (↓) Vihar utca (↑)       | 8  |         |
| 3  | Flórián tér                         | 7  | 42É     |
| 4  | Kiscelli utca                       | 6  |         |
| 5  | Tímár utca                          | 5  | 42É     |
| 6  | Lajos utca (↓) Nagyszombat utca (↑) | 4  |         |
| 7  | Kolosy tér                          | 3  | 42É     |
| 8  | Zsigmond tér                        | 2  |         |
| 9  | Komjádi Béla Uszoda                 | 1  |         |
| 10 | Margit híd, budai hídfő végállomás  | 0  | 6É, 42É |